# نافورة أورفيو (مدريد)
نافورة أورفيو، الاسم الشائع لما كانت تُعرف أيضًا بنافورة ساحة سانتا كروز، نافورة ساحة المحافظة، نافورة سجن كورت، أو نافورة الكلب، كانت نافورة في منطقة مدريد الأوسترية. تم هدمها عام 1869، ولا يزال محفوظًا في متحف الآثار في مدريد التمثال الرخامي الأبيض لأورفيو الذي كان يعلوها.
منذ عام 1998،توجد في ساحة المحافظة في العاصمة الإسبانية نافورة تتكون من مجموعة من بقايا نوافير تعود إلى القرن التاسع عشر، وتعتمد في قمتها على نسخة طبق الأصل من تمثال أورفيو الأصلي.
تم افتتاح نافورة أورفيو في نهاية عهد الملك فيليب الثالث، بناءً على مشروع بدأ في أوائل عام 1617 وتحت إشراف خوان غوميز دي مورا، الذي كان أيضًا مصمم قصر سانتا كروز (السجن القديم المعروف باسم "سجن كورت")، وهو المبنى الذي يطل على الساحة التي تقع فيها النافورة. تم التعاقد على تنفيذ العمل في 9 مايو 1617 مع جاسبار أوردونيز، الذي كان سيتقاضى 1550 دوكات إذا التزم بإنهائها خلال ثلاثة أشهر، وهو الموعد الذي تم الوفاء به بمساعدة مهندسي البناء خوان دي شابيتيل وألدوين، ومارتين دي أزبيليغا، والعمال المعماريين خوان دياز وبدرو دي بيدروسا. انتهى العمل في يناير 1618، وتم اعتماده رسميًا من قبل غوميز دي مورا في يونيو من نفس العام.
كانت النافورة محاطة بالكامل ببلاط وكانت تحمل أربعة شعارات للنبلاء الملكيين وأربعة شعارات أخرى لشعار المدينة.وكان يعلوها تمثال رخامي منسوب إلى روتيليو غاتشي بحسب ماذوز وبونث ومؤرخين آخرين، يصور أورفيو وكلبه.
ذكر أنخيل فرنانديز دي لوس ريوس في دليله لمدريد أن التقليد المحلي في مدريد ألهم على ما يبدو بيت شعر ساخر يُنسب إلى الكونت دي فيياميدانا، وذلك بسبب وجود التمثال مقابل سجن كورت، وهو كالتالي:
"مع مرور الوقت، مع الصحبة السيئة،
في غضون أيام قليلة،
ذلك الكلب سيصبح قطاً."
ألهمت نافورة أورفيو ونافورة معاصرتها في ساحة فيلا الشاعر تيرسو دي مولينا لكتابة بعض الأبيات في قصيدته "رومانس إلى نهر مانثاناريس".
في عام 1782 تم استبدال حوض النافورة بحوض ثماني الأضلاع. وبعد قرابة قرن، وبموجب قرار بلدي، أُزيلت النافورة في 1 ديسمبر 1869، ونُقل تمثال أورفيو إلى المتحف الأثري. ويحتفظ أرشيف متحف تاريخ مدريد بصورة فوتوغرافية تعود لعام 1864 تُظهر حالة النافورة قبل إزالتها بقليل.
في عام 1998، تم وضع نافورة في ساحة المحافظة (plaza de la Provincia) تتكون من مجموعة من بقايا نوافير تعود إلى القرن التاسع عشر، وتتوج هذه النافورة بنسخة مقلدة من تمثال أورفيو الأصلي.
قبل ذلك بعدة سنوات، في عام 1986، قامت بلدية مدريد في عهد إنريكي تيرنو جالفان (Enrique Tierno Galván) بتركيب نافورة في نفس المكان احتفالًا بدخول إسبانيا إلى الجماعة الأوروبية (الاتحاد الأوروبي حالياً). كانت هذه النافورة تتألف من حوض دائري في وسطه عمود من الجرانيت يتوج بتكوين من الحديد يحمل كأسًا مصقولًا من الجرانيت مع نفاثة مياه. تحيط بالنافورة جدار من الجرانيت به صنبوران خلفيان ومقاعد، وهي العناصر الوحيدة التي لا تزال محفوظة من هذا التركيب.
ملخص لتخطيط وتصميم جويميز دي مورا في بداية عام 1617، وُصف المشروع على النحو التالي:
صنع قاعدة من الجير والحصى الصغيرة.
تبليط كامل النافورة بحجر البيروكيينا.
رفع ثمانية درابزينات على شكل مثمن ومزودة بمصارف لتصريف الماء.
بناء في مركز المثمن جسم بمقاس 5 أقدام مربعة وارتفاع 3.5 أقدام (كقاعدة للزخرفة الباروكية والتمثال العلوي).
أن يحتوي على درجتين وأنابيب برونزية.

وصفها باسكال مادوث حوالي عام 1850 بأنها كانت تحتوي على أربع فتحات تدفق، مع توزيع مياه مقداره 12.5 ريال ماء و24 ناقل مياه. وكانت تغذى من تدفق مياه "فيياج" نبع كاستيانا وفروع ألكوبييا وكونتريراس.
يبدو مؤكدًا أن هذه كانت أول نافورة من سلسلة النوافير الباروكية التي تم تركيبها في مدريد على مدار القرن السابع عشر، تلتها -بترتيب زمني تقريبي- نوافير ساحة سيبادا، وبويرتا ديل سول، وبويرتا سيرادا، وسانتو دومينغو.
رغم ذلك، لا توجد أي يقين تام بهذا الشأن. بشكل عام، تُنسب التماثيل التي تزيّن نوافير مدريد في القرن السابع عشر، والتي تحمل طابعًا إيطاليًا واضحًا، إلى النحات روتيليو غاتشي، وبدرجة أقل إلى التاجر وتاجر الفن لودوفيكو توركي. وتشير الدراسات الأكثر حذرًا إلى أن هذه الأعمال قد تكون أعمالًا إيطالية مجهولة الهوية جُلبت عن طريق توركي، وأحيانًا تم تعديلها من قبل غاتشي.
أورفيو، ابن أبولو والموسى كاليوب، حاول إنقاذ حبيبته يوريديس من عالم الموتى عبر عزف آلة موسيقية. وبهذا تمكن من تهدئة الكلب كارنبيرو، الحارس العالم السفلي، الذي يظهر منحوتًا عند قدميه. والليرة التي عادة ما ترافقه في هذه اللوحات هي في هذه الحالة كمان أو فيولا.